# Auguste Colombié
Auguste Colombié est un chef de cuisine, écrivain, journaliste, historien, enseignant, conférencier qui a milité pour la généralisation de l'enseignement gratuit de la cuisine aux jeunes filles, aux femmes, aux militaires et pour l'amélioration des connaissances professionnelles. Il est avec Charles Driessens un promoteur des écoles ménagères, attaché aux notions de progrès et d'hygiène. Il appartient au mouvement positiviste et à la mouvance des idées progressistes de Jean Jaurès. Ses ouvrages sont réédités de nos jours. 

## Biographie
Auguste Colombié est né le 21 novembre 1845 à Castre de père inconnu et mort le 20 mars 1920 à d’Isches (Vosges). À 12 ans, il fait un apprentissage de pâtissier à Toulouse chez Jagmet et Fornarmes et après un tour de France et des séjours en Espagne, au Portugal, en Italie et au Brésil, c'est à l’Hôtel des Princes à Libourne en 1874, qu'il revendique la création de la sauce Aurore (sauce qui en réalité date du début du siècle).  
Il se fixe à Paris en 1878. Il est d'abord cuisinier international au service de grandes familles princières, il inscrit dans sa titulature «Chef de Cuisine de LL.AA. Le Prince et la Princesse de Hatzfeldt-Wildembourg». Après quoi, il s'investit dans une action militante dont les principales étapes sont :  
Dès 1879, il fonde le Cercles d’études sociales et professionnelles des cuisiniers de Paris et en 1880 revendique un congé maternité pour les femmes, et la fondation d'une mutuelle pour les gouvernantes.  
En 1883, il est membre fondateur avec Joseph Favre et Émile Darenne de l'Académie de Cuisine (ex Union Universelle pour le progrès de l'art culinaire) avec un groupe de cuisiniers professionnels, secrétaire de séance et un des 30 membres titulaires. Le nombre de membres sera progressivement augmenté puis illimité en 1894, il en occupe alors la vice-présidence. Dans l'objet de l'Académie on lit qu'elle se donne pour but de généraliser «une cuisine hygiénique dans l'intérêt de la santé publique». L'Académie fait un travail méthodique (simplification de noms des mets et sauces, recherches historique). Colombié fixe une méthode «simple, pratique et sûre» de rédaction des recettes de cuisines en 1883 qui selon son éditeur est «une évolution considérable qui soulève un tollé général». Elle devient Académie Culinaire de France en 1888. 
En octobre 1890, il fonde l'École de cuisine avec la Chambre syndicale des restaurateurs où il donne des cours à destination d'un public féminin dont seront tirés ses traités de cuisine dont la Nouvelle Encyclopédie culinaire représente la somme. En 1893, il ouvre la première exposition culinaire au pavillon de la Ville de Paris. En 1894 il crée 116, bld. Saint-Germain des cours de cuisine pratique (l'éducation est une des principales valeurs du positivisme). 
Il écrit dans les revues gastronomiques La Cuisine des Familles dirigée par Jeanne Savarin, La cuisine pour tous de Marius Guillon (1905), La science culinaire, Le carnet d'Epicure, Cuisine Pratique dont il est cofondateur, Le Cordon bleu est créé en 1895, par Marthe Distel (1871-1934), L’École de Cuisine,  Le Gourmet, Le Pot-au-Feu, Le Journal des Confiseurs-pâtissiers.

### Famille
Autour de 1868 alors qu'il travaille en Corse, il épouse Marie-Myra Romé, née au May-sur-Orne, ils logent à Bastia. Ils ont une fille (Gabrielle) en 1869 avant leur départ pour le Brésil où ils ont un fils (Louis), après son rapatriement (guerre de 1870) son épouse décède (1873) à Mercuès. Les sœurs de son épouse l'aide à élever les enfants. À Bordeaux, il rencontre Maria Ezequiala de Santa Maria (brésilienne ? positiviste) qu'il épouse à Paris. Ils ont une fille (Pauline, 1879) qui meurt en 1881. En 1882, ils ont un fils (Henri). En 1884, Maria Ezequiala obtient la séparation puis en 1890 le divorce. Il élève seul ses enfants. En 1893, troisième mariage avec Marie Petitjean originaire d'Isches (Colombié a travaillé dans des hôtels de Bourbonne-les-Bains) avec qui il finira ses jours.

### Histoire du repas

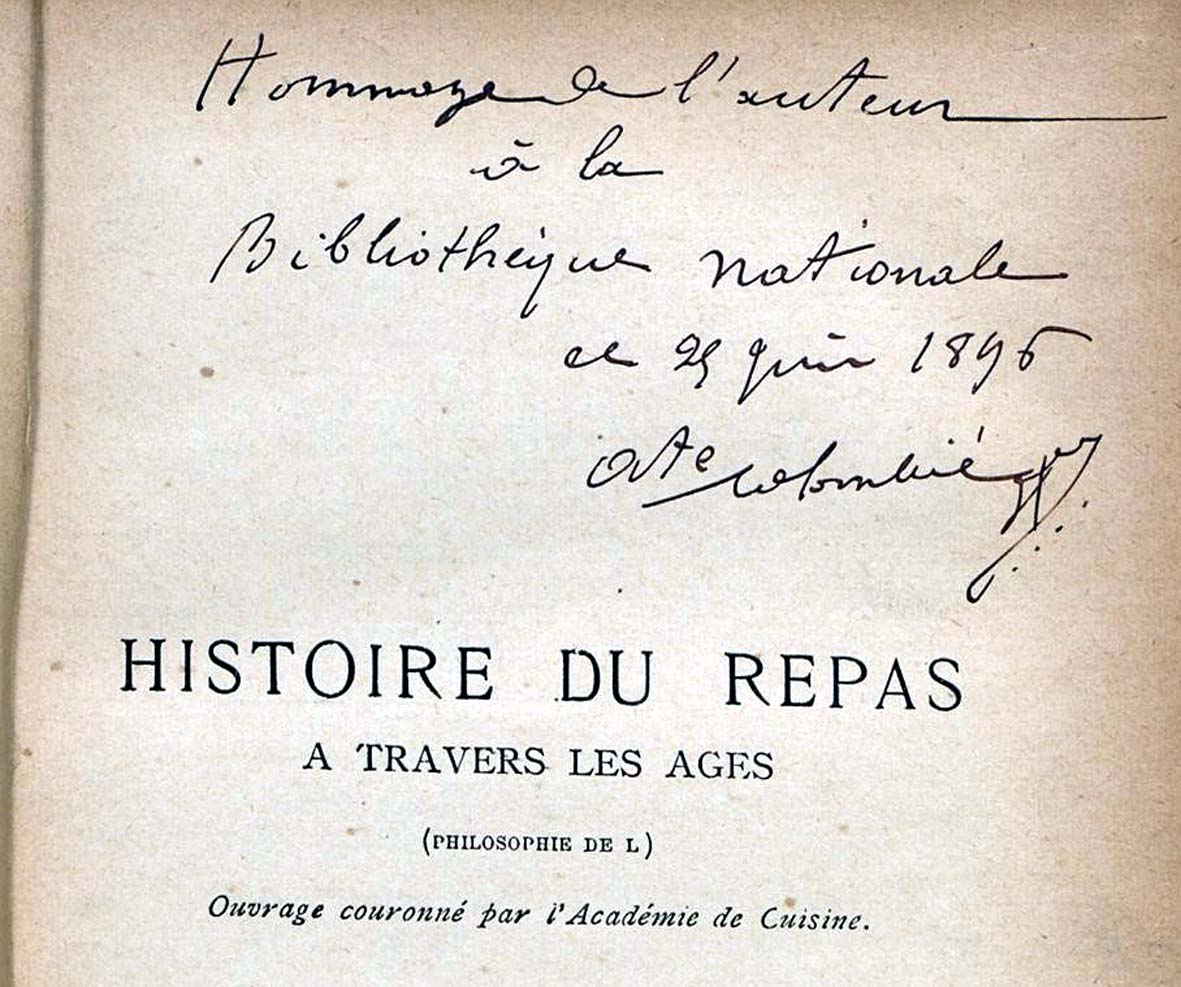
Dédicace d'Auguste Colombié sur l'exemplaire de la BnF.

Avant 1878, aucun groupe d’études culinaires n’existait ; [ ] l’Académie de Cuisine est le seul [groupe] qui, fondé depuis cette époque, lui ait survécu et continue cette heureuse fondation. En effet, c'est sous l'égide de l'Académie que Phileas Gilbert et Édouard Lacomme publient en 1890 L'Histoire de la Cuisine rétrospective qui est suivi en 1895 par l'Histoire du repas à travers les âges d'Auguste Colombié. Il décrit les étapes d'un progrès (Colombié est un positiviste): phase frugivore, découverte et usage du feu («C’était l’anarchie naturelle. L’heure des repas n’avait pas encore sonné. L’homme se nourrissait. Un point, c’est tout»), «3° l’époque patriarcale ou sacerdotale (époque des banquets); 4° l'époque de la séparation des deux pouvoirs théologique et militaire, 5° enfin l’époque artistique, qui commence à la Renaissance, pour se continuer jusqu’à nos jours». Le Code des Gourmets (p. 215) est donné comme l'ultime évolution de la convivialité du repas.

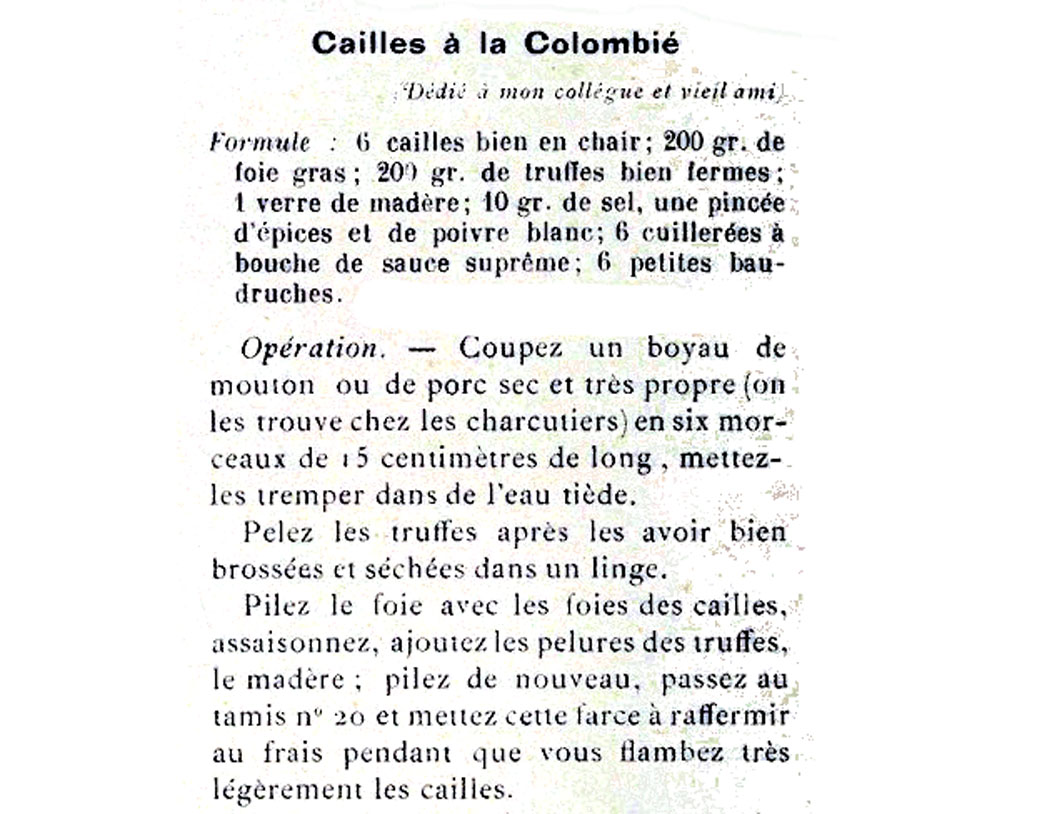
A. Colombié introduit la présentation des recettes avec en préalable un dosage précis des ingrédiants, puis une description méthodique de l'exécution (extrait de La cuisine bourgeoise)

### La cuisine au gaz
Auguste Colombié et Charles Driessens sont les premiers expérimentateurs puis les promoteurs de la cuisine au gaz (1890 et 1891) à usage professionnel et domestique. «Les avantages qui sont principalement : l’hygiène, la rapidité du service à cause de l’absence d’allumage, la propreté, le non emmagasinage de combustible supprimant tous les inconvénients inhérents à cette obligation, etc. Résultat final : préparation parfaite, économie de temps et d’argent» (L'art culinaire janvier 1894).

## Anthologie
- Auguste Colombié. La cuisine bourgeoise : Traité pratique à l'usage des jeunes filles, guide indispensable de la maîtresse de maison. Meulan. A. Réty. 1906[22]

« La cuisine se divise en trois classes : 
La grande cuisine ou cuisine officielle, servant à toutes les grandes occasions politiques ou religieuses, pour rallier, consacrer un événement social ou politique important : traité de paix, de commerce, d'alliance quelconque, d'invention ou découverte ; 
La cuisine bourgeoise ou semi-officielle, qui entretient l'intimité, les relations commerciales, la tradition; consacre les faits les plus ordinaires de la vie sociale, domestique ou civique, les échanges commerciaux ou la solution des problèmes économiques, seulement nationaux ou citadins; 
La cuisine ménagère ou cuisine usuelle et journalière qui doit entretenir la santé, l'union et la réunion quotidienne de toute la famille autour de la table commune, afin qu'elle jouisse des biens attachés et conquis par la civilisation, fruit des siècles passés.
Ces trois genres ne sont pas, au même degré, susceptibles d'entretenir l'harmonie et la vigueur corporelles. Le premier, trop azoté et condimenté, est échauffant; le second, n'est pas sans défauts ni reproches, à cause de la multiplicité des mets qui sont servis dans le même repas; seul le troisième, plus simple, plus rationnel, plus substantiel, est propre, par cela même, à maintenir dans toute son élasticité le système nerveux, le sang dans sa tranquille limpidité, le cerveau dans toute sa lucidité, but essentiel de la vie humaine »

## Publications

### Livres
- École de cuisine. Éléments culinaires à l'usage des demoiselles, Paris, chez l'auteur, 1891 ; rééd. 1893, 221 p.
- Hygiène de l'enfance, Paris, Chez l'auteur, 1892, 71 p. ; réed. (partielle) Nîmes, C. Lacour, 69 p., 2006
- Éléments culinaires, Paris. impr. C. Gourdineau, 222 p., 1893.
- Traité pratique de cuisine bourgeoise au gaz, suite aux Éléments culinaires à l'usage des jeunes filles, Paris, Chez l'auteur, 362 p., 1894[23]. Réed. 1895, Paris L. Mulo, collection Roret (texte augmenté 400 p.), 1897.
- Préface d'Émile Darenne. École de cuisine. Histoire du repas à travers les âges (Philosophie de l'). Paris. Chez Gourdineau impr. et chez l'auteur, 362 p., 1891, 1895[24]. Réed. Nîmes. C. Lacour. 243 p. 2006[19].

- École de cuisine, professeur-fondateur Auguste Colombié. Cours du mercredi 12 juin 1895... (Le Réchauffoir.) Paris. impr. de Chaix, Ed. scientifique École de cuisine Auguste Colombié. Levallois-Perret, Hauts-de-Seine, 12 p., 1895.
- Traité pratique de cuisine bourgeoise suite aux Éléments culinaires à l'usage des jeunes filles. Paris. L. Mulo, 392 p. 1897. Réed. 1906[25]. Nîmes. C. Lacour.  362 p. 2006.
- Manuel des éléments culinaires à l'usage des jeunes filles, Paris, L. Mulo, 242 p., 1897 ; réed. Nîmes, C. Lacour, 221 p., 1999.
- Cent entremets, Paris, Encyclopédie Roret, 140 p., 1898. Réed. Paris, L. Mulo, Société française d'éditions littéraires et techniques. Edgar Malfère, 1930, Nîmes, C. Lacour, 140 p., 2006.
- Nouvelle Encyclopédie culinaire, La Pâtisserie bourgeoise. Nouvelle encyclopédie culinaire. Cuisine et pâtisserie bourgeoises. Conserves de ménage. Traité pratique à l’usage des jeunes filles[26]. Guide indispensable de la maîtresse de maison. Paris. Ed. Meulan A. Réty. 3 vol.  367 – 540 – 632 pp. 1906 –1907 ; Réed. T. 1 Cuisine et pâtisserie bourgeoises... ajout : des abricots à l'eau-de-vie au Yorkshire pudding. T.2 ajout des abats aux grives à la liégeoise. T.3 ajout du hachis de bœuf bouilli aux pommes de terre au séphir de poularde. Nîmes, C. Lacour, 2006.

### Articles
- Du français en cuisine. L'Académie culinaire : journal encyclopédique et officiel de l'Académie de cuisine de Paris de l'Union universelle pour le progrès de l'art culinaire. Paris 15 janvier 1884[27].

## Titres et récompenses
- Officier de l'ordre des Palmes académiques, (Officier de l'instruction publique),
- Officier de l'ordre du Mérite agricole[6],
- Membre d'honneur de l'Université française des États-Unis,
- Lauréat de la Société d'Hygiène de l'enfance,
- Membre du Cercle des prolétaires positivistes (1880 à sa mort)[28],

- Médaille de Bronze, Exposition Universelle de 1900,
- Professeur aux Associations Philotechnique, Polytechnique de plusieurs Pensionnats de Jeunes Filles,
- Fondateur des Cours de Cuisine populaires des Mairies des Ve et Xe Arrondissements de Paris, de St-Germain-en-Laye, de Levallois-Perret.